# François-Pierre Savary
François-Pierre Savary (* 21. September 1750 in Freiburg; † 7. September 1821 ebenda) war Schweizer Politiker. In der Helvetischen Republik war er mehrmals in der Exekutive tätig.

## Leben
Savary war Sohn von Nicolas-Emmanuel-Protais und Marie-Elisabeth d'Appenthel. Er studierte Medizin vor allem in Frankreich. Er promovierte 1774 in Strassburg. Ab dem 4. März 1798 war er Mitglied der provisorischen Regierung des Kantons Freiburg. Zudem war er Erziehungsrat. Vom 22. Juni 1799 bis  zum 7. Januar 1800 sass er im Helvetischen Direktorium, dessen Präsidentschaft er vom 5. September bis zum 17. November 1799 übernahm. Vom 7. Januar bis zum 8. August 1800 sass er im provisorischen Vollziehungsausschuss der Helvetischen Republik, Präsident war er vom 26. Juni bis zum 23. Juli 1800, zudem war er Mitglied des vom 8. August 1800 bis zum 28. Oktober 1801 existierenden ersten Vollziehungsrates, dessen Präsidium er vom 1. Februar bis zum 28. Februar 1801 und vom 1. Juni bis zum 30. Juni 1801 übernahm. Ab 1801 war er Mitglied des Senats. Von 1809 bis 1821 war er Bürgermeister Freiburgs und sass ab 1814 im Grossen Rat Freiburgs.